# Jocs Sud-americans
Els Jocs Sud-americans, també anomenats Jocs ODESUR i anteriorment Jocs de la Creu del Sud, són una competició multi-esportiva que enfronta cada quatre anys a participants de tots els països d'Amèrica del Sud. Són organitzats per l'Organització Esportiva Sud-americana (ODESUR).
Els primers Jocs es van celebrar l'any 1978 a La Paz, Bolívia. Des d'aleshores s'han celebrat cada quatre anys, amb l'edició de 2018 a Cochabamba, Bolívia. Els Jocs han tingut un equivalent a la Flama Olímpica des dels seus inicis: l'anomenada "Flama Sud-americana", que és portada des de Tiahuanaco, Bolívia, fins a la ciutat amfitriona.

## Edicions
| Edició | Any  | Seu                                         | Esportistes | Països | Esports | Líder Medaller |
| ------ | ---- | ------------------------------------------- | ----------- | ------ | ------- | -------------- |
| I      | 1978 | La Paz                                      | 480         | 8      | 16      | Argentina      |
| II     | 1982 | Rosario                                     | 961         | 10     | 19      | Argentina      |
| III    | 1986 | Santiago                                    | 969         | 10     | 17      | Argentina      |
| IV     | 1990 | Lima                                        | 1.070       | 10     | 16      | Argentina      |
| V      | 1994 | Valencia                                    | 1.599       | 14     | 19      | Argentina      |
| VI     | 1998 | Cuenca                                      | 1.525       | 14     | 24      | Argentina      |
| VII    | 2002 | Belém, Curitiba, Rio de Janeiro i São Paulo | 2.069       | 13     | 24      | Brasil         |
| VIII   | 2006 | Buenos Aires                                | 2.938       | 15     | 28      | Argentina      |
| IX     | 2010 | Medellín                                    | 3.751       | 15     | 31      | Colòmbia       |
| X      | 2014 | Santiago                                    | 3.499       | 14     | 33      | Brasil         |
| XI     | 2018 | Cochabamba                                  | 4.010       | 14     | 35      | Colòmbia       |
| XII    | 2022 | Asunción                                    | 4.476       | 15     | 34      | Brasil         |
| XIII   | 2026 | Curicó                                      |             |        |         |                |